# Guillermo Zúñiga
Guillermo Zúñiga är en ort i Mexiko.   Den ligger i kommunen Hidalgo och delstaten Tamaulipas, i den centrala delen av landet, 500 km norr om huvudstaden Mexico City. Guillermo Zúñiga ligger 221 meter över havet och antalet invånare är 6 961.
Terrängen runt Guillermo Zúñiga är platt, och sluttar brant österut. Runt Guillermo Zúñiga är det ganska tätbefolkat, med 60 invånare per kvadratkilometer. Guillermo Zúñiga är det största samhället i trakten. Omgivningarna runt Guillermo Zúñiga är en mosaik av jordbruksmark och naturlig växtlighet.